# Earcon
 (juin 2023).
 (décembre 2015).
Si vous disposez d'ouvrages ou d'articles de référence ou si vous connaissez des sites web de qualité traitant du thème abordé ici, merci de compléter l'article en donnant les références utiles à sa vérifiabilité et en les liant à la section « Notes et références ».
Une earcon, parfois nommé carillon, est un son bref, distinctif et non verbal utilisé pour représenter un événement spécifique ou pour transmettre une autre information.
Ces sons entretiennent une relation arbitraire ou symbolique avec leur référent,.
Les earcons sont des caractéristiques fréquentes des systèmes d'exploitation et des applications informatiques, allant du simple bip signalant une erreur aux schémas sonores paramétrables comme dans Windows 7 pour indiquer le démarrage, l'arrêt, et de nombreux autres événements.